# Mega Man & Bass
Mega Man e Bass, conhecido no Japão como Rockman & Forte (ロックマン&フォルテ), é um jogo desenvolvido pela Capcom. É um spin-off da série de jogos Mega Man e foi originalmente lançado apenas no Japão em 24 de Abril de 1998 para o Super Famicom. Mega Man e Bass foi relançado para Game Boy Advance em 2002 e localizado na América do Norte e região PAL no ano seguinte.
Após derrotar o maléfico Dr. Wily inúmeras vezes, o herói robótico Mega Man é chamado para a ação mais uma vez quando um poderoso ser conhecido como King derrota Protoman e ameaça a humanidade. Sabendo da ameaça, o rival de Mega Man, Bass, decide cuidar de tudo com as próprias mãos. O jogo é do gênero ação-plataforma onde o jogador avança derrotando chefes e adquirindo suas armas características. Mega Man & Bass deixa o jogador escolher entre os personagens titulares, cada um jogando diferente do outro.
Mega Man & Bass apareceu na era 16-bit no Super Famicom, apesar de a série já ter transitado pelo PlayStation e Sega Saturn com Mega Man 8. O designer e artista Keiji Inafune alegou que Mega Man & Bass foi criado considerando os jogadores mais novos que ainda não possuíam um video-game mais avançado. O jogo foi recebido positivamente pela crítica pelo uso da fórmula tried-and-true. Apesar de Mega Man & Bass compartilhar muitas características com os jogos anteriores da franquia, Mega Man 9 só seria lançado anos depois, em 2008.

## Jogabilidade
Contrastando com os jogos anteriores da série Megaman, o jogador poderá escolher entre dois personagens: Mega Man e Bass. A escolha é feita no início da jornada e é imutável. A jogabilidade e os gráficos são semelhantes a do Megaman 8. Os jogos são salvos por intermédio de savegames. O jogo foi lançado nos EUA apenas em 2002, quando ganhou uma versão para o Game Boy Advance.[carece de fontes?]

### Database
O Database é um banco de dados sobre a maioria dos personagens da série. Há 100 CDs espalhados por todo o jogo contendo dados sobre todos os personagens.

## História
A história de Mega Man & Bass varia conforme o personagem escolhido. Tudo começa quando um robô vilão chamado King invade o laboratório de Dr. Wily e o Museu Robô para coletar projetos das criações de Dr. Light. Dr. Light alerta o herói Mega Man, que vai de uma vez para o Museu Robô confrontar o seu novo inimigo. Enquanto isso, Bass (rival de Mega Man e a maior criação de Dr. Wily) ouve falar da aparição do novo inimigo e decide provar que é o robô mais forte, derrotando-o.
Proto Man é o primeiro à chegar no local. King divulga seus planos para ele; ele deseja criar uma utopia aonde os robôs dominariam o mundo dos humanos. Para conseguir isso, King procura criar um exército invencível utilizado os projetos e convida Proto Man à se juntar a ele. Proto Man recusa e tenta atacar, mas King contra-ataca e corta o seu corpo na metade. Proto Man então se teletransporta de volta para o laboratório enquanto King escapa com os projetos, dando instruções aos seus criados para cuidar dos heróis.
Com suas próprias motivações, Mega Man e Bass vão atrás de King para acabar com os seus planos.

## Primeiro Chefe
| Nome        | Fraqueza    |
| ----------- | ----------- |
| Green Devil | Remote Mine |

## Robôs Mestres
| #       | Robô Mestre | Designer | Dados do Robô Mestre | Arma          | Fraqueza                   |
| ------- | ----------- | -------- | --- | ------------- | -------------------------- |
| KGN-001 | Dynamo Man  | King     | É um robô que já foi usado como um guia para excursões escolares através de uma usina de energia. Quando King fez criar um gerador de energia interna que emite um campo de energia da força enorme, ninguém poderia aproximar-se dele, e logo começou a ressentir-se de todos. Ele pode atacar com poder para atacar e reabastecer sua barra de energia    | Lighting Bolt | Copy Vision                |
| KGN-002 | Cold Man    | King     | Cold Man foi originalmente criado para preservar D.N.A. pré-histórico De dinossauros em seu corpo no zero absoluto do laboratório do Dr. Light. King modificou-o para ser um robô de guarda | Ice Wall      | Mega Buster/Lightning Bolt |
| KGN-003 | Ground Man  | King     | Ele foi criado por King para escavar ruínas, mas, por vezes, encontrar tesouros para sua própria coleção pessoal, sem consultar o seu patrão. Ele gosta de cavar com paixão e só pára quando solicitado a fazê-lo. Ele diz que é o mais poderoso exército de King                                                                                           | Spread Drill  | Remote Mine                |
| KGN-004 | Pirate Man  | King     | Ele foi criado para atacar navios de carga no mar. Ele é destemido e fará o que for preciso para alcançar seu objetivo. Ele adora fazer lucro e despreza fazer qualquer coisa de maneira justa. Acredita-se que ele foi o responsável por muitos ataques a navios que ocorreram durante a rebelião de King.                                                 | Remote Mine   | Wave Burner                |
| KGN-005 | Burner Man  | King     | Criado para destruir ambientes naturais. Ele entrou no exército de King e foi ordenado a destruir a natureza. King enganou Burner Man para que acreditasse que devia queimar uma floresta todos os dias, ou então uma bomba de autodestruição dentro dele explodiria; Isso não é verdade, mas Burner Man continuou a queimar florestas para permanecer vivo | Wave Burner   | Ice Wall                   |
| KGN-006 | Magic Man   | King     | Ele era anteriormente membro de um circo, mas se alistou no exército de King para mostrar suas mágicas para um público maior | Magic Card    | Tengu Blade                |
| DWN-057 | Tengu Man*  | Dr. Wily | King reviveu Tengu Man usando os dados que roubou do museu de robôs | Tengu Blade   | Spread Drill               |
| DWN-058 | Astro Man*  | Dr. Wily | King reviveu Astro Man usando os dados que roubou do museu de robôs | Copy Vision   | Magic Card                 |

- Tengu Man e Astro Man também apareceram em Mega Man VIII.
- Provavelmente Pirate Man foi reaproveitado das sobras do último concurso de seleção de inimigos da Capcom para o Mega Man 8. Ele aparece num desenho feito por um fã no encerramento do jogo, quando aparece os créditos e ao lado, as imagens dos desenhos que foram enviados para a Capcom. A semelhança entre o desenho e o robô é muito grande.

## Chefes da fortaleza de King
| Nome            | Fraqueza      |
| --------------- | ------------- |
| Atetemino Proto | Copy Vision   |
| King Tank       | Remote Mine   |
| King Plane      | Spread Drill  |
| King            | Lighting Bolt |
| Jet King Robot  | Wave Burner   |

## Dr. Wily
| Nome           | Fraqeza     |
| -------------- | ----------- |
| Wily Machine 8 | Remote Mine |
| Wily UFO       | Magic Card  |

## Recepção
Mega man e Bass recebeu críticas críticas geralmente positivas, mantendo atualmente uma pontuação agregada de 79% no Metacritic.